# 1988년 하계 올림픽 사격
1988년 하계 올림픽 사격 경기는 1988년 9월 17일~9월 22일 대한민국 서울특별시의 태릉국제종합사격장에서 개최되었다.
총 13개 세부종목으로 나뉘어 치러졌으며 남자 종목 7개, 여자 종목 4개, 혼성 종목 2개가 치러졌다. 10m 공기소총 종목이 처음 도입된 대회이자 50m 러닝타겟 종목이 마지막으로 치러진 대회로서, 후자의 종목은 10m 러닝타켓으로 대체되었다. 또한 올림픽 사격 역사상 처음으로 결승전 진출 전수가 8명으로 결정된 대회이기도 하다 (일부 경기는 6명).

## 경기 결과

### 메달 순위
| 순위        | 나라           | 금 | 은 | 동 | 합계 |
| ----------- | -------------- | -- | -- | -- | ---- |
| 1           | 소련           | 4  | 1  | 6  | 11   |
| 2           | 유고슬라비아   | 2  | 0  | 1  | 3    |
| 3           | 서독           | 1  | 1  | 1  | 3    |
| 4           | 동독           | 1  | 1  | 0  | 2    |
| 4           | 불가리아       | 1  | 1  | 0  | 2    |
| 4           | 영국           | 1  | 1  | 0  | 2    |
| 4           | 체코슬로바키아 | 1  | 1  | 0  | 2    |
| 8           | 노르웨이       | 1  | 0  | 0  | 1    |
| 8           | 루마니아       | 1  | 0  | 0  | 1    |
| 10          | 중화인민공화국 | 0  | 1  | 1  | 2    |
| 11          | 대한민국       | 0  | 1  | 0  | 1    |
| 11          | 미국           | 0  | 1  | 0  | 1    |
| 11          | 스웨덴         | 0  | 1  | 0  | 1    |
| 11          | 일본           | 0  | 1  | 0  | 1    |
| 11          | 칠레           | 0  | 1  | 0  | 1    |
| 11          | 프랑스         | 0  | 1  | 0  | 1    |
| 17          | 헝가리         | 0  | 0  | 2  | 2    |
| 18          | 벨기에         | 0  | 0  | 1  | 1    |
| 18          | 스페인         | 0  | 0  | 1  | 1    |
| 합계 (19개) | 합계 (19개)    | 13 | 13 | 13 | 39   |

### 남자부
| 종목                  | 금                                 | 은                         | 동                        |
| --------------------- | ---------------------------------- | -------------------------- | ------------------------- |
| 50m 소총 3자세 자세히 | 맬컴 쿠퍼 · 영국                   | 앨리스터 앨런 · 영국       | 키릴 이바노프 · 소련      |
| 50m 소총 복사 자세히  | 미로슬라브 바르가 · 체코슬로바키아 | 차영철 · 대한민국          | 어틸러 자호니 · 헝가리    |
| 10m 공기소총 자세히   | 고란 막시모비치 · 유고슬라비아     | 니콜라 베르텔로 · 프랑스   | 요한 리더러 · 서독        |
| 50m 권총 자세히       | 소린 바비 · 루마니아               | 랑나르 스카노케르 · 스웨덴 | 이고르 바신스키 · 소련    |
| 25m 속사권총 자세히   | 아파나시지스 쿠즈민스 · 소련       | 랄프 슈만 · 동독           | 졸탄 코바치 · 헝가리      |
| 10m 공기권총 자세히   | 타뉴 키랴코프 · 불가리아           | 에리치 불정 · 미국         | 쉬하이펑 · 중화인민공화국 |
| 50m 러닝타겟 자세히   | 토르 헤이스타 · 노르웨이           | 황스핑 · 중화인민공화국    | 겐나디 아브라멘코 · 소련  |

### 여자부
| 종목                  | 금                             | 은                       | 동                             |
| --------------------- | ------------------------------ | ------------------------ | ------------------------------ |
| 50m 소총 3자세 자세히 | 실비아 스페르베르 · 서독       | 베셀라 레체바 · 불가리아 | 발렌티나 체르카소바 · 소련     |
| 10m 공기소총 자세히   | 이리나 실로바 · 소련           | 실비아 스페르베르 · 서독 | 안나 말루히나 · 소련           |
| 25m 권총 자세히       | 나노 살루크바제 · 소련         | 하세가와 도모코 · 일본   | 야스나 셰카리치 · 유고슬라비아 |
| 10m 공기권총 자세히   | 야스나 셰카리치 · 유고슬라비아 | 니노 살루크바제 · 소련   | 마리나 도브란체바 · 소련       |

### 혼성
| 종목          | 금                       | 은                                       | 동                         |
| ------------- | ------------------------ | ---------------------------------------- | -------------------------- |
| 트랩 자세히   | 드미트리 모나코프 · 소련 | 밀로슬라프 베드나르지크 · 체코슬로바키아 | 프란스 페이터르스 · 벨기에 |
| 스키트 자세히 | 악셀 베크너 · 동독       | 알폰소 데 이루아리사가 · 칠레            | 호르헤 과르디올라 · 스페인 |

## 참가국
총 66개국 출신 396명 선수가 참가하였으며 남자 285명, 여자 111명으로 집계되었다.
| - 아르헨티나 (3) - 오스트레일리아 (12) - 오스트리아 (11) - 벨기에 (6) - 브라질 (4) - 불가리아 (6) - 캐나다 (13) - 칠레 (1) - 중화인민공화국 (20) - 중화 타이베이 (3) - 콜롬비아 (3) - 코스타리카 (1) - 키프로스 (1) - 체코슬로바키아 (14) - 덴마크 (6) - 동독 (15) - 에콰도르 (2) |  | - 이집트 (2) - 핀란드 (9) - 프랑스 (19) - 영국 (8) - 그리스 (2) - 과테말라 (1) - 홍콩 (1) - 헝가리 (15) - 인도 (1) - 인도네시아 (1) - 이스라엘 (2) - 이탈리아 (13) - 일본 (14) - 케냐 (1) - 리히텐슈타인 (1) - 룩셈부르크 (2) |  | - 말레이시아 (1) - 멕시코 (3) - 모나코 (1) - 몽골 (3) - 네팔 (1) - 네덜란드 (5) - 네덜란드령 안틸레스 (1) - 뉴질랜드 (4) - 노르웨이 (6) - 오만 (1) - 페루 (3) - 폴란드 (6) - 포르투갈 (2) - 푸에르토리코 (2) - 카타르 (1) - 루마니아 (3) - 산마리노 (2) |  | - 사우디아라비아 (1) - 싱가포르 (1) - 대한민국 (22) - 소련 (25) - 스페인 (8) - 스리랑카 (2) - 스웨덴 (15) - 스위스 (9) - 태국 (3) - 튀르키예 (2) - 미국 (24) - 미국령 버진아일랜드 (1) - 베트남 (1) - 서독 (18) - 유고슬라비아 (6) - 짐바브웨 (2) |